# Jelšava (potok)
Jelšava je potok na dolní Oravě, na území okresu Dolný Kubín. Je to pravostranný přítok Oravy, měří 5,1 km a je tokem IV. řádu.

## Pramen
Pramení v Oravské Maguře, v geomorfologickém podcelku Kubínska hoľa, na východním svahu Čierneho vrchu (1 319,0 m n. m.) v nadmořské výšce cca 1 190 m n. m., v lokalitě Babínska.

## Popis toku
Teče v podstatě severojižním směrem, v pramenné oblasti na krátkém úseku nejprve na jihovýchod. Následně vtéká do Oravské vrchoviny, stáčí se na jih a zprava přibírá přítok z jihovýchodního svahu Kubínské hole (1 346,4 m n. m.). Pak se stáčí k jihovýchodu a vytváří výrazný oblouk prohnutý na východ, přičemž z levé strany přibírá nejprve přítok z jihozápadního svahu Sopúšků (769,8 m n. m.) a pak krátký přítok ze západního svahu Homôľky (740,7 m n. m.). Z pravé strany dále přibírá krátký přítok z jižního úpatí Vtáčnika (769,1 m n. m.) a protéká osadou Jelšava, kde zleva přibírá přítok z jihozápadního svahu Homôľky. Na území města Dolný Kubín ústí v nadmořské výšce přibližně 480 m n. m. do Oravy.